# Campionati europei di 470 2018
I Campionati europei di 470 2018 si sono svolti a Burgas, in Bulgaria, dal 16 al 24 maggio 2018.

## Podi
| Evento        | Oro                                     | Argento                                  | Bronzo                                     |
| 470 Maschile  | Svezia Anton Dahlberg Fredrik Bergström | Grecia Panagiotis Mantis Pavlos Kagialis | Germania Malte Winkel Matti Cipra          |
| 470 Femminile | Slovenia Tina Mrak Veronika Macarol     | Germania Frederike Loewe Anna Markfort   | Germania Nadine Boehm Ann-Christin Goliass |

## Medagliere
| Posiz. | Nazione  | Oro | Argento | Bronzo | Totale |
| ------ | -------- | --- | ------- | ------ | ------ |
| 1      | Svezia   | 1   | 0       | 0      | 1      |
| 1      | Slovenia | 1   | 0       | 0      | 1      |
| 3      | Germania | 0   | 1       | 2      | 3      |
| 4      | Grecia   | 0   | 1       | 0      | 1      |
| Totale | Totale   | 2   | 2       | 2      | 6      |